# Fiacha II Finscothach
Fiacha II Finscothach („Fiacha Wino Kwiatów”) lub Fiachad II Fionnscothach – legendarny zwierzchni król Irlandii z dynastii Milezjan (linia Íra, syna Mileda) w latach 742-728 p.n.e. Syn Sedny mac Airtri, zwierzchniego króla Irlandii.
Fiacha, po powrocie z emigracji, objął zwierzchnią władzę nad Irlandią po zabójstwie ojca Sedny I. Dokonał tej zbrodni w Cruachain (ob. Rathcroghan koło Bellanagare w hrabstwie Roscommon) wraz z Muinemonem, dalekim kuzynem. Za jego panowania każda równina irlandzka obfitowała w kwiaty i białą koniczynę. Te kwiaty zawierały wino, więc wyciskano je do jasnych naczyń. Fiacha panował czternaście lat (według Roczników Czterech Mistrzów dwadzieścia lat). Zginął z rąk Muinemona, dawnego wspólnika w zabójstwie ojca. Fiacha pozostawił po sobie syna Ollama Fodlę, przyszłego zwierzchniego króla Irlandii. 